# ساختمان امپایر استیت

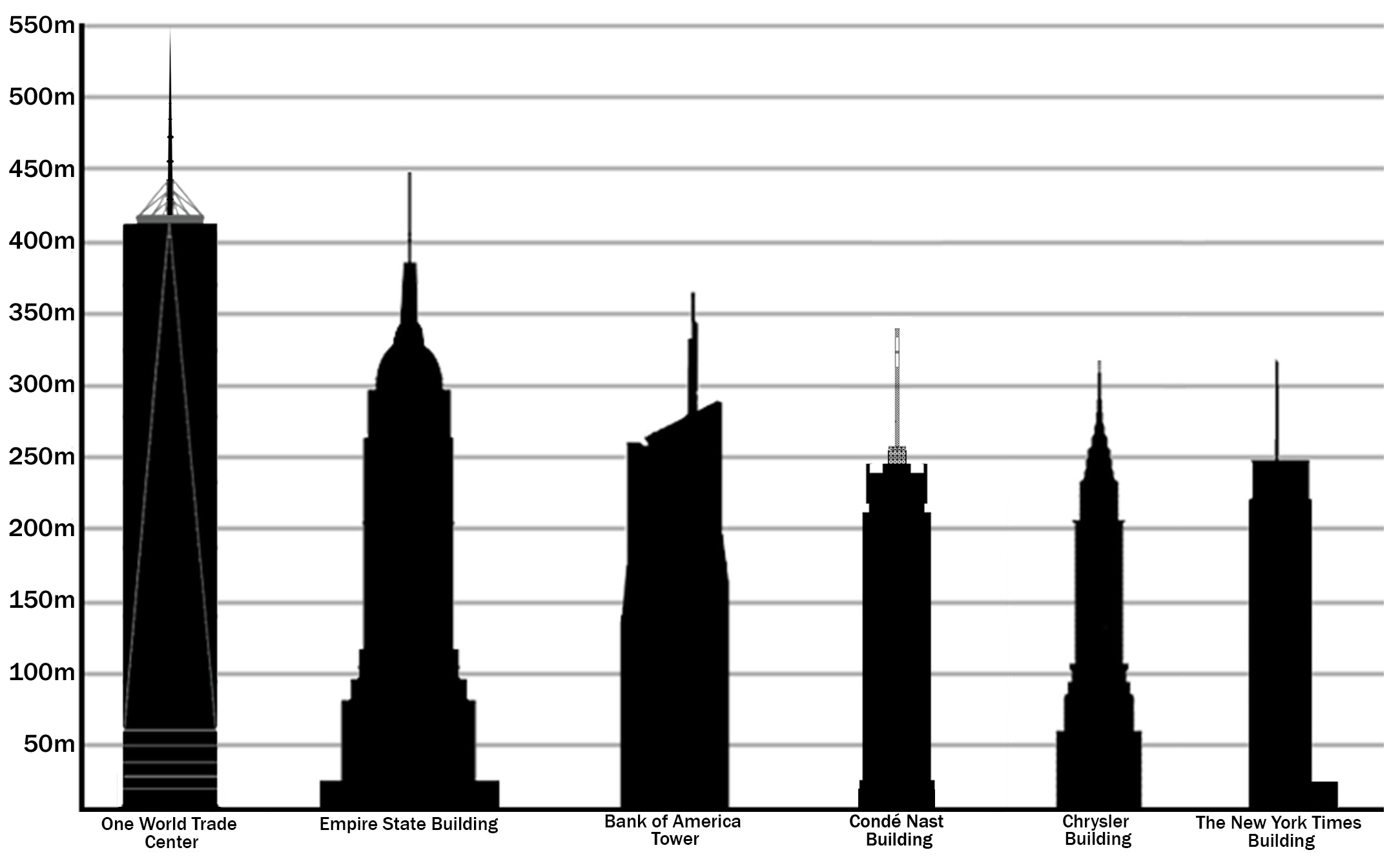
مقایسه ارتفاع بلندترین برج‌های نیویورک

مقایسه ارتفاع بلندترین برج‌های آمریکا

ساختمان امپایر استیت (به انگلیسی: The Empire State Building) یک بُرج ۱۰۲ طبقه تجاری است که در محله منهتن در شهر نیویورک در ایالات متحده آمریکا قرار دارد. ساختمان امپایر استیت در طول سال‌ها به یکی از «نمادهای کلان‌شهر نیویورک» تبدیل شده‌است. برج امپایر استیت از سال ۱۹۳۱ تا سال ۱۹۷۲ و تا پیش از ساخته شدن مرکز تجارت جهانی، بلندترین آسمان‌خراش جهان محسوب می‌شد.

## تاریخچه ساختن
عملیات ساختمانی امپایر استیت در ماه مارس ۱۹۳۰ در زمینی که پیش تر هتل والدورف آستوریا در آن واقع بود آغاز شد و ۱۴ ماه بعد اتمام یافت. این ساختمان تا پیش از آنکه برج‌های دوقلو در نیویورک ساخته شوند، بلندترین برج طبقاتی دنیا به‌شمار می‌رفت. در این ساختمان کارگران شبانه‌روزی کار می‌کردند تا رکورد سرعت ساخت ساختمان را بشکنند؛ در بعضی از مواقع تعداد ۳۴۰۰ کارگر به‌طور شبانه‌روزی به کار مشغول بودند.
امپایر استیت ۴۴۸ متر ارتفاع دارد که البته آخرین طبقه آن (صد و دومین طبقه) در ارتفاع ۳۹۱ متری واقع شده‌است. بقیه ارتفاع این ساختمان به آنتن تلویزیونی بالای آن مربوط می‌شود. کل هزینه ساخت امپایر استیت به انضمام زمین آن در حدود ۴۱ میلیون دلار بوده‌است که از این میزان ۲۴ میلیون دلار هزینه‌ای است که خرج سازه ساختمان شده‌است.

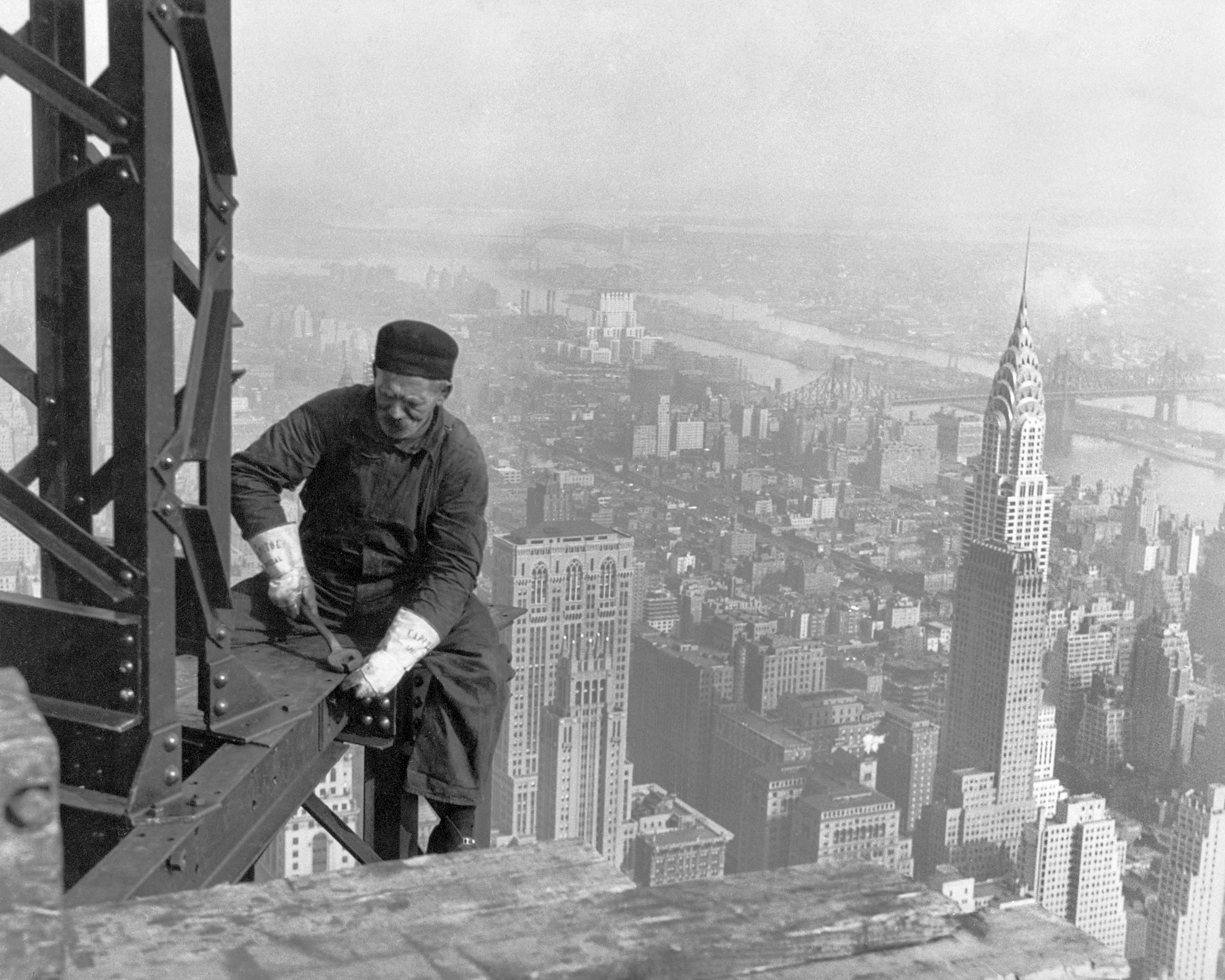
یک کارگر ساختمانی در حال بستن پیچ‌های اسکلت تیرآهنی برج امپایر استیت.

این ساختمان در سال ۱۹۳۱ (اول ماه مه) توسط رئیس‌جمهور وقت آمریکا هربرت هوور افتتاح شد، به این صورت که رئیس‌جمهور با فشار دادن دکمه‌ای در واشینگتن چراغ‌های این ساختمان را در نیویورک روشن کرد.
امپایر استیت از این سال به بعد به مدت چهل سال بلندترین ساختمان طبقاتی جهان و نیویورک بود تا این که ساختمان‌های دوقلوی مرکز تجارت جهانی ساخته شدند. پس از ماجرای یازده سپتامبر امپایر استیت دوباره لقب بلندترین ساختمان نیویورک را به خود اختصاص داد.
امپایر استیت سال ۱۹۸۶ از سوی دولت آمریکا به عنوان بخشی از میراث تاریخی و فرهنگی کشور شناخته شد و پلاک مخصوصی به همین خاطر دریافت کرد.

### ساختمان امپایر استیت و کینگ کونگ
در فیلم کینگ کونگ ساخته سال ۱۹۳۳ کینگ کونگ، گوریل غول پیکر فیلم به بالای ساختمان امپایر استیت می‌رود و این ساختمان را به عنوان نمادی مرتفع معرفی می‌کند.

## نورپردازی
از دههٔ ۶۰ میلادی، نور پردازی بخش فوقانی برج به مناسبت‌های مختلف تغییر داده شده‌است؛ مثل روز سنت پاتریک، کریسمس، روز استقلال، روز باستیل، هشتادمین سال ساخت و مرگ فرانک سیناترا. در اواخر سال ۲۰۰۴ و پس از مرگ فی ری (بازیگر زن فیلم کینگ کونگ)، این ساختمان به مدت ۱۵ دقیقه در تاریکی کامل فرورفت.

## موقعیت قرارگیری
ساختمان امپایر استیت در تقاطع خیابان پنجم و خیابان سی و چهارم قرار گرفته‌است.

## نگارخانه

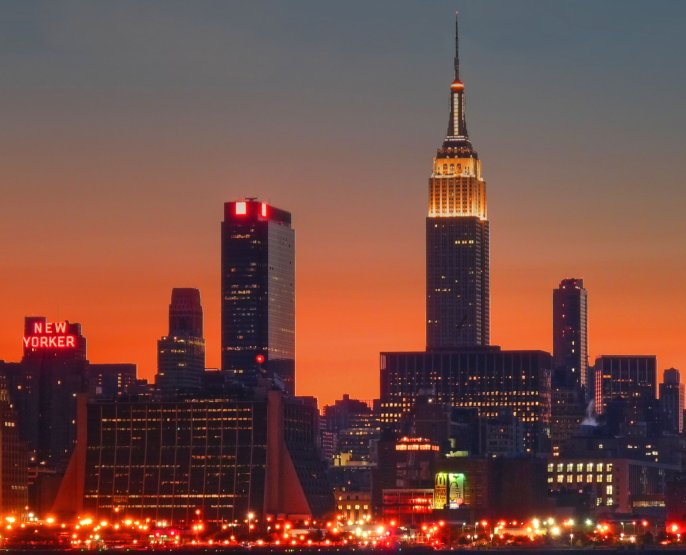
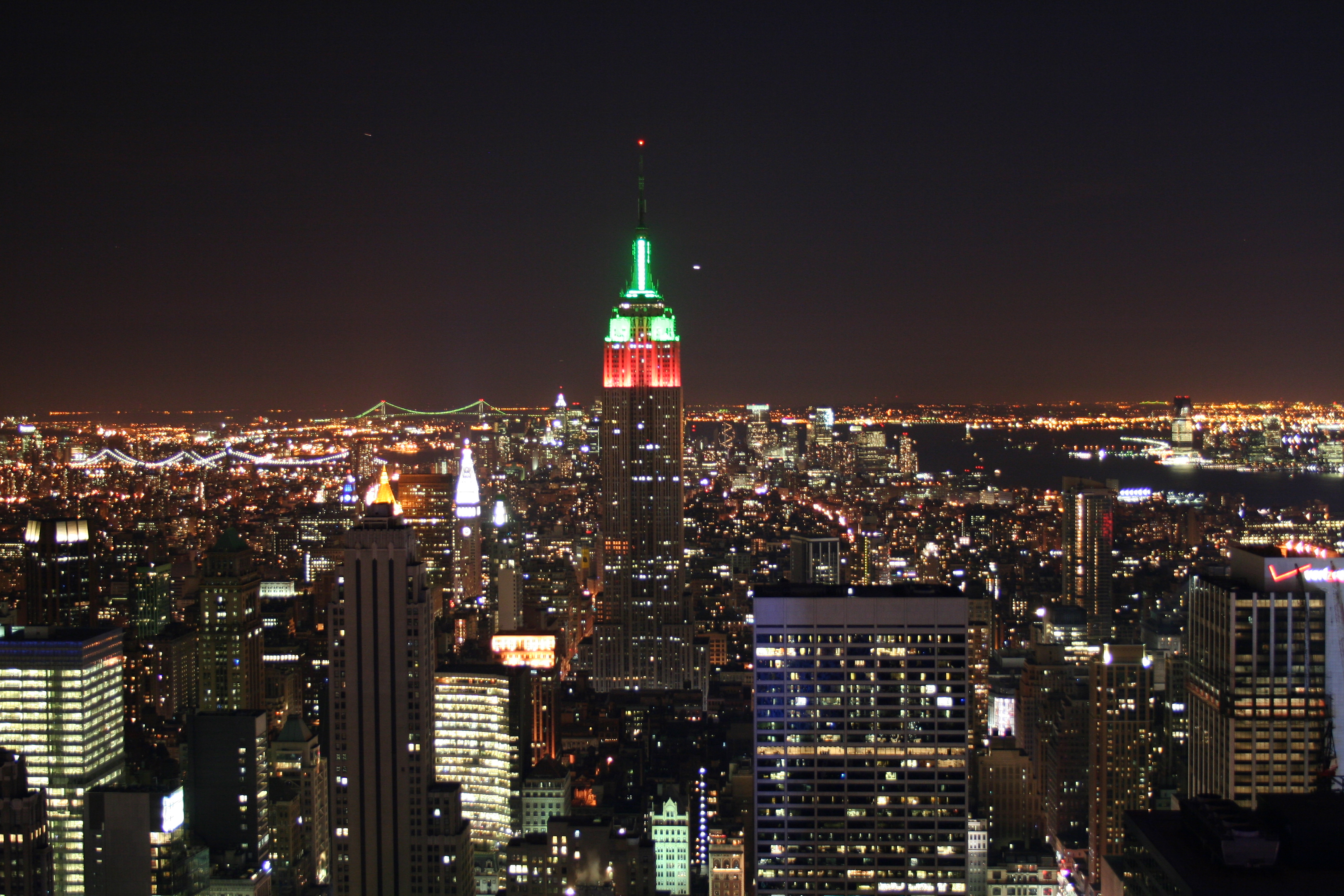
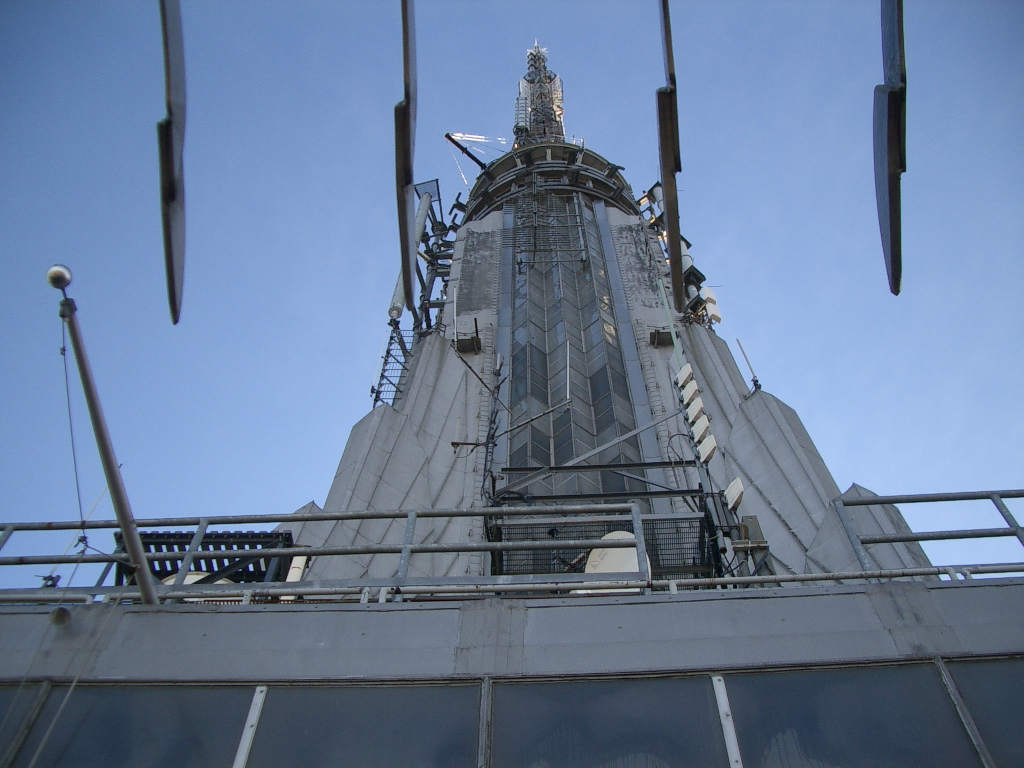
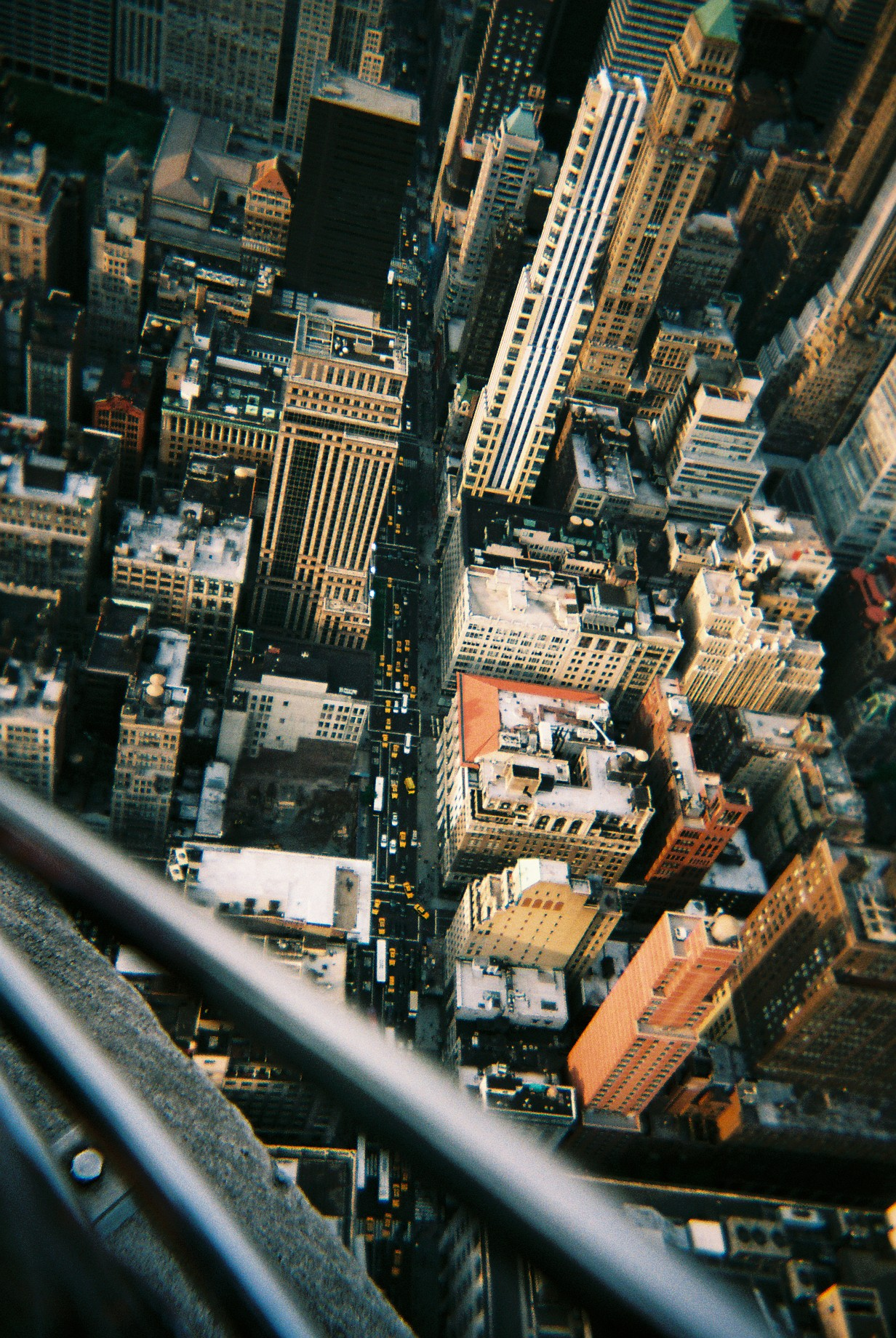
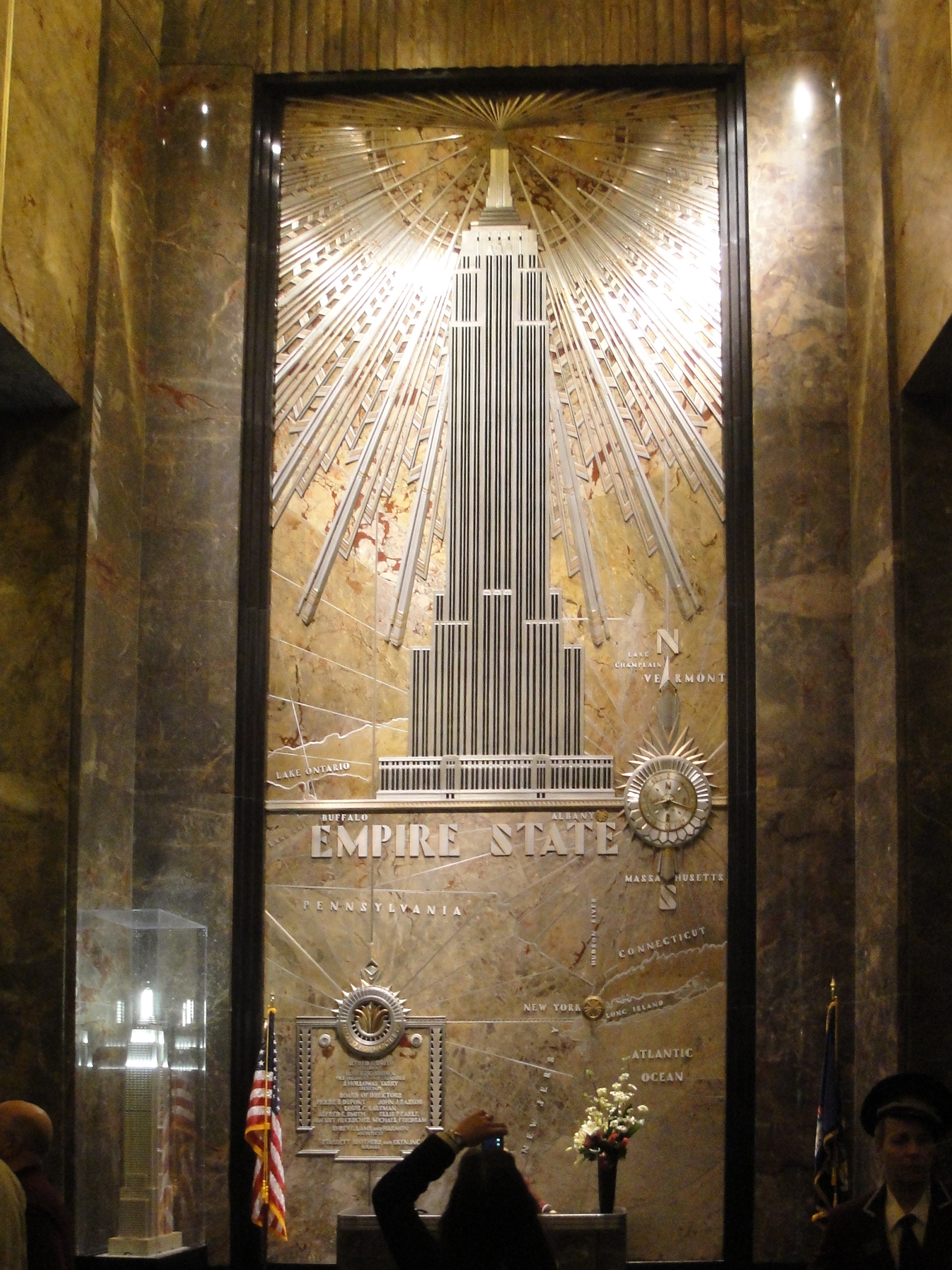
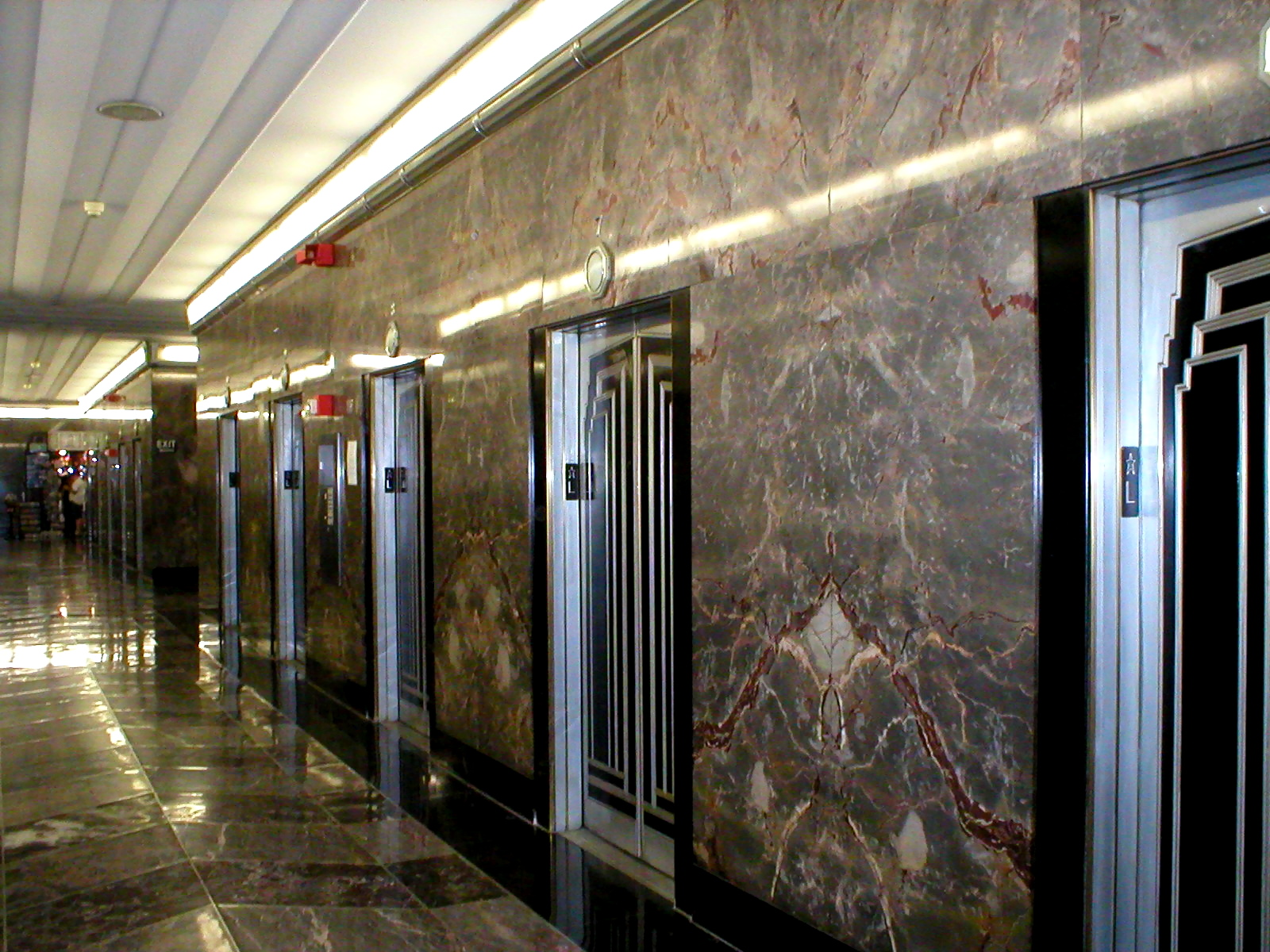
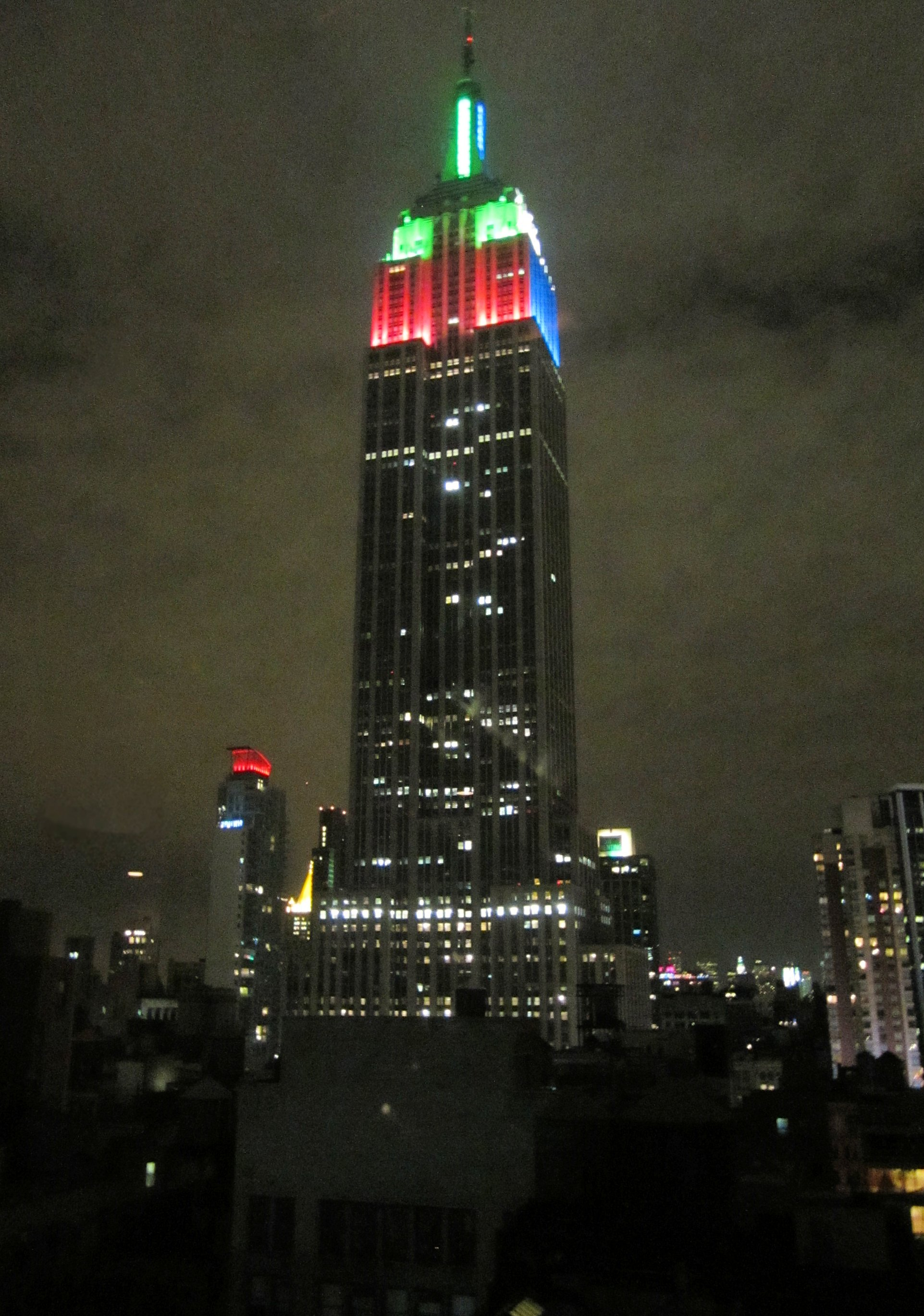
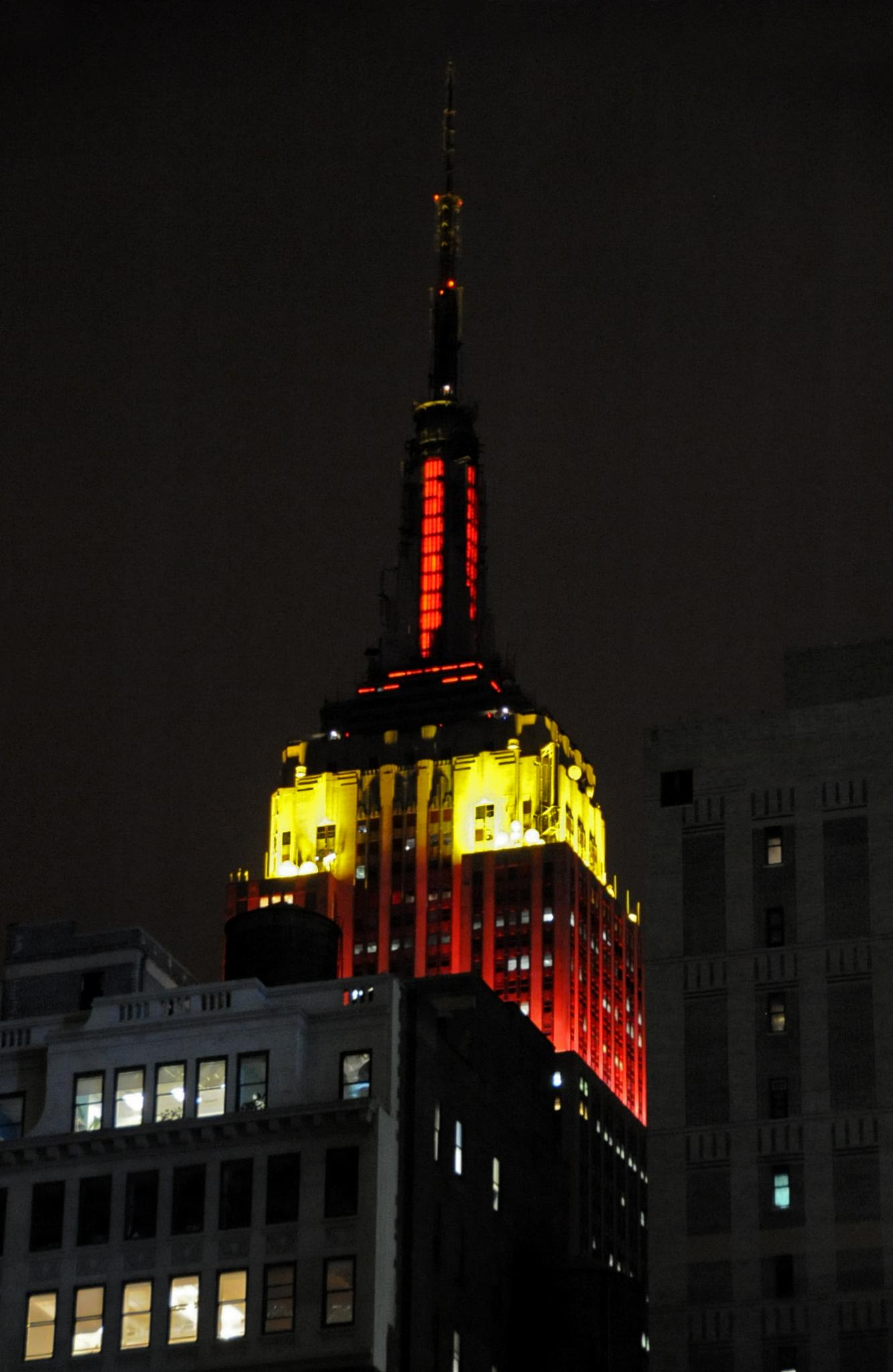
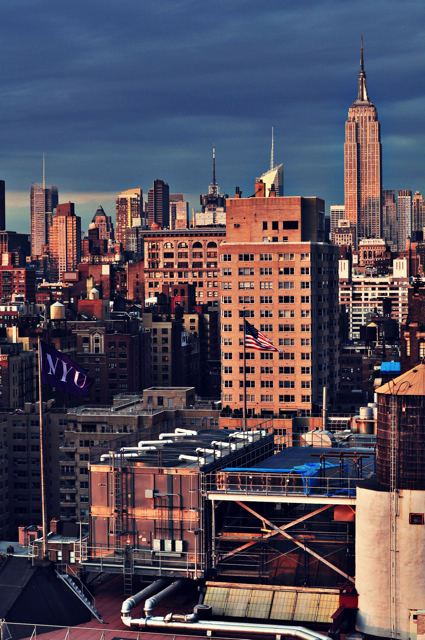
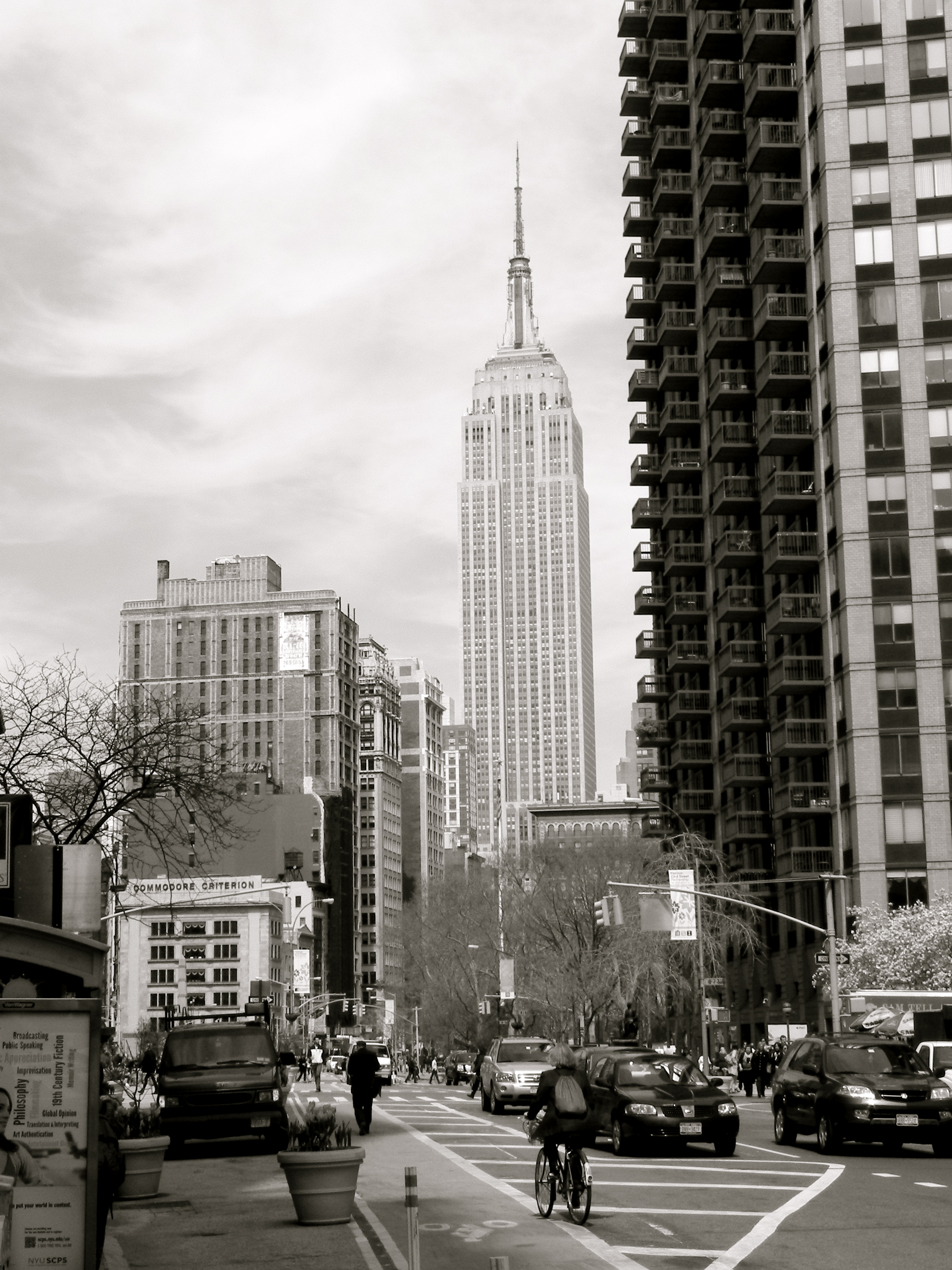
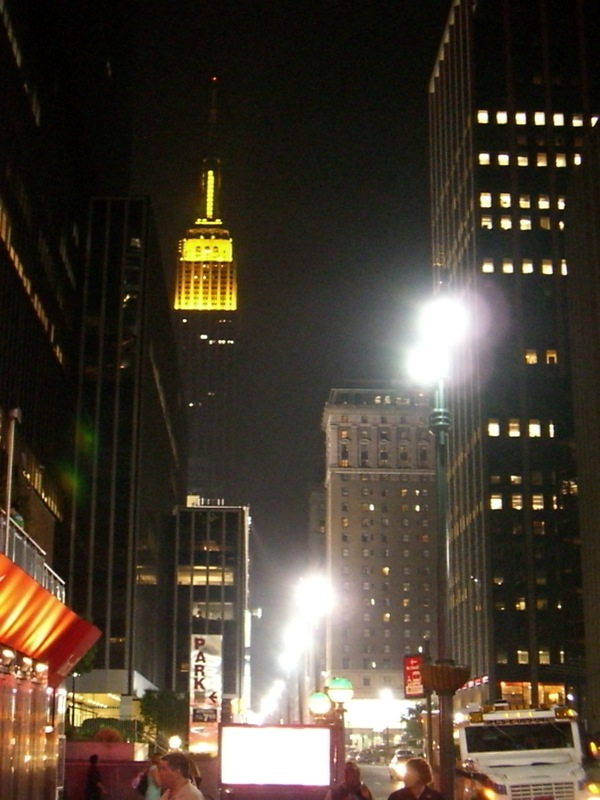
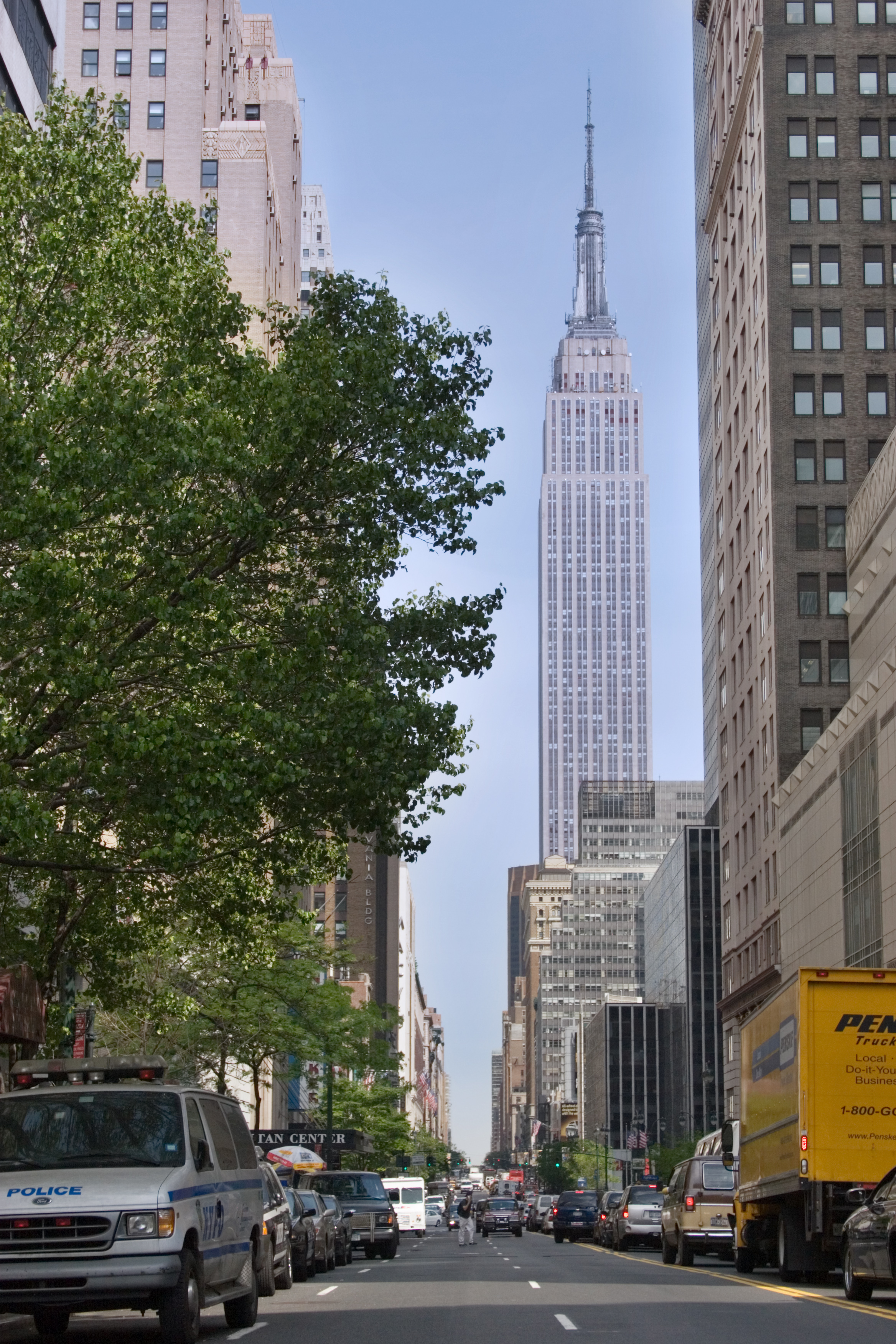